# Война на Първата коалиция
Войната на първата антифренска коалиция (1792 – 1797) е част от Революционните войни, първият опит на европейските монархии заедно да победят Първата френска република.
На 20 април 1792 г. Законодателното събрание на Франция обявява война на Австрия (тогава Свещената Римска империя), управлявана от Хабсбургската монархия, а след няколко седмици Кралство Прусия се присъединява на страната на Австрия.
По земя и море са атакувани границите на Франция, като Австрия и Прусия нахлуват от Австрийска Нидерландия и Рейн, а Великобритания оказва подкрепа на бунтовете във френската провинция и започва морска обсада на Тулон, където е френският флот.
Първото голямо сражение е при Валми (20 септември 1792), където младите ентусиазирани войски на революцията спират пруското нашествие. Два месеца по-късно е спечелена нова победа – при Жемап срещу австрийците. Франция търпи обрати (битката при Неервинден, 18 март 1793) и вътрешни премеждия (Вандейско въстание) и отговаря с драконови мерки. Комитетът за обществено спасение, създаден през април 1793 г., обявява масова мобилизация (levée en masse) в армията за всички мъже между 18 и 25-годишна възраст (август 1793). Новата Френска революционна армия контраатакува, отблъсква нашествениците и напредва извън границите на Франция.
Установена е Батавската република като дъщерна република (май 1795) и със сключването на Базелския мир е спечелена пруската Рейнланд. С договора от Кампо Формио Свещената римска империя отстъпва Австрийска Нидерландия на Франция, а в Северна Италия са провъзгласени още няколко френски дъщерни републики. Испания сключва отделен мирен договор с Франция (Втори базелски договор), а Директорията започва да крои планове за още придобивки от Германия и Австрия.
На север от Алпите Карл Австрийски постига обрат през 1796 г., но в Северна Италия генерал Бонапарт помита всичко по пътя си срещу Кралство Сардиния и Австрия (1796 – 1797) в долината на По, като италианската кампания приключва с Льобенски мир и договора от Кампо Формио (октомври 1797). Първата коалиция се разпада, като срещу Франция остава да се бие само Великобритания.

## Начало
Привържениците на войната – брисотинците и кралският двор – разчитат на бърза и решителна война, но недостатъчната численост на армията и разложението в командния състав водят до поражения за французите още в самото начало, пролетта на 1792 г.:с. 174. Първите военни действия се развиват по Рейн и са изцяло в ущърб на френската армия. Най-важното е, че тя е неподготвена (за нея не са полагани грижи вече три години), зле снабдена с провизии и боеприпаси, командвана от офицери – роялисти, които симпатизират на враговете на страната. Ето защо много скоро пруският главнокомандващ херцог фон Брауншвайг навлиза на френска територия по посока на Париж.